# 옥빛중학교
옥빛중학교는 대한민국 경기도 양주시 옥정동에 있는 공립 중학교이다.

## 학교 연혁
- 2021년 2월 8일 : 옥빛중학교 준공 승인
- 2021년 3월 1일 : 옥빛중학교 개교
- 2021년 3월 1일 : 초대 장원숙 교장 취임
- 2021년 3월 2일 : 신입생 408명 입학
- 2024년 3월 4일 : 신입생 461명 입학

## 참고 자료
- 옥빛중학교 - 한국교육학술정보원 학교알리미